# Eberrauten-Greiskraut
Das Eberrauten-Greiskraut (Jacobaea abrotanifolia (L.) Moench, Syn.: Senecio abrotanifolius L.) ist eine Pflanzenart aus der Gattung Greiskräuter (Jacobaea) innerhalb der Familie der Korbblütler (Asteraceae). Es wird auch als Eberreisblättriges Greiskraut oder Bärenkraut bezeichnet.

## Beschreibung

### Vegetative Merkmale
Das Eberrauten-Greiskraut wächst als mehrjährige krautige Pflanze mit einem aufsteigenden, unten holzigen, oben verzweigten Stängel erreicht Wuchshöhen von 10 bis 40 Zentimetern.
Die mittleren Stängelblätter sind zwei- bis dreifach fiederschnittig, wobei die letzten zugespitzten Abschnitte 1 bis 2 Millimeter breit sind. Die unteren Laubblätter sind kurz gestielt die oberen sitzend.

### Generative Merkmale
Die Blütezeit reicht von Juli bis September. Der doldenrispige Gesamtblütenstand enthält zwei bis zu acht körbchenförmige Teilblütenstände. Der körbchenförmige Blütenstand weist einen Durchmesser 25 bis 40 Millimetern und enthält gelb- bis rotorangefarbene Zungen- und Röhrenblüten. Der Blütenstand hat 21 Hüllblätter und 10 bis 13 Zungenblätter.
Die Chromosomenzahl beträgt 2n = 40.

## Standortbedingungen
Als Standort werden Gesteinsflure, Trockenrasen und Zwergstrauchheiden bevorzugt. Das Eberrauten-Greiskraut gedeiht auf sommerwarmen, mäßig frischen basenreichen, neutralen, meist modrig-humosen, mittel-flachgründigen Steinböden. Es ist ein Kiefern-Begleiter und kommt besonders in Pflanzengesellschaften der Verbands Erico-Pinion vor. In der Schweiz kommt es auch in Pflanzengesellschaften der Verbände Buntschwingelhalde (Festucion variae) oder Zwergwacholderheide (Juniperion nanae) vor.
Die Art ist in den Alpen vom Kanton Wallis bis zum Nordbalkan verbreitet.
In Österreich kommt es zerstreut von der montanen bis zur subalpinen Höhenstufe vor; fehlt im Burgenland und Wien. In Deutschland gedeiht es nur in den Berchtesgadener Alpen. In Tirol steigt das Eberrauten-Greiskraut bis 2650 Meter, in Graubünden bei Pontresina an der Fuorcla Pischa in eine Höhenlage von bis 2700 Meter zu auf.
Die ökologischen Zeigerwerte nach Landolt et al. 2010 sind in der Schweiz: Feuchtezahl F = 2 (mäßig trocken), Lichtzahl L = 4 (hell), Reaktionszahl R = 4 (neutral bis basisch), Temperaturzahl T = 2 (subalpin), Nährstoffzahl N = 3 (mäßig nährstoffarm bis mäßig nährstoffreich), Kontinentalitätszahl K = 4 (subkontinental).

## Ökologie
Das Eberrauten-Greiskraut ist eine Licht- bis Halbschattpflanze. Die Bestäubung erfolgt durch Insekten. Als Blütenbesucher wurden Käfer, Fliegen, Hymenopteren und Falter beobachtet.

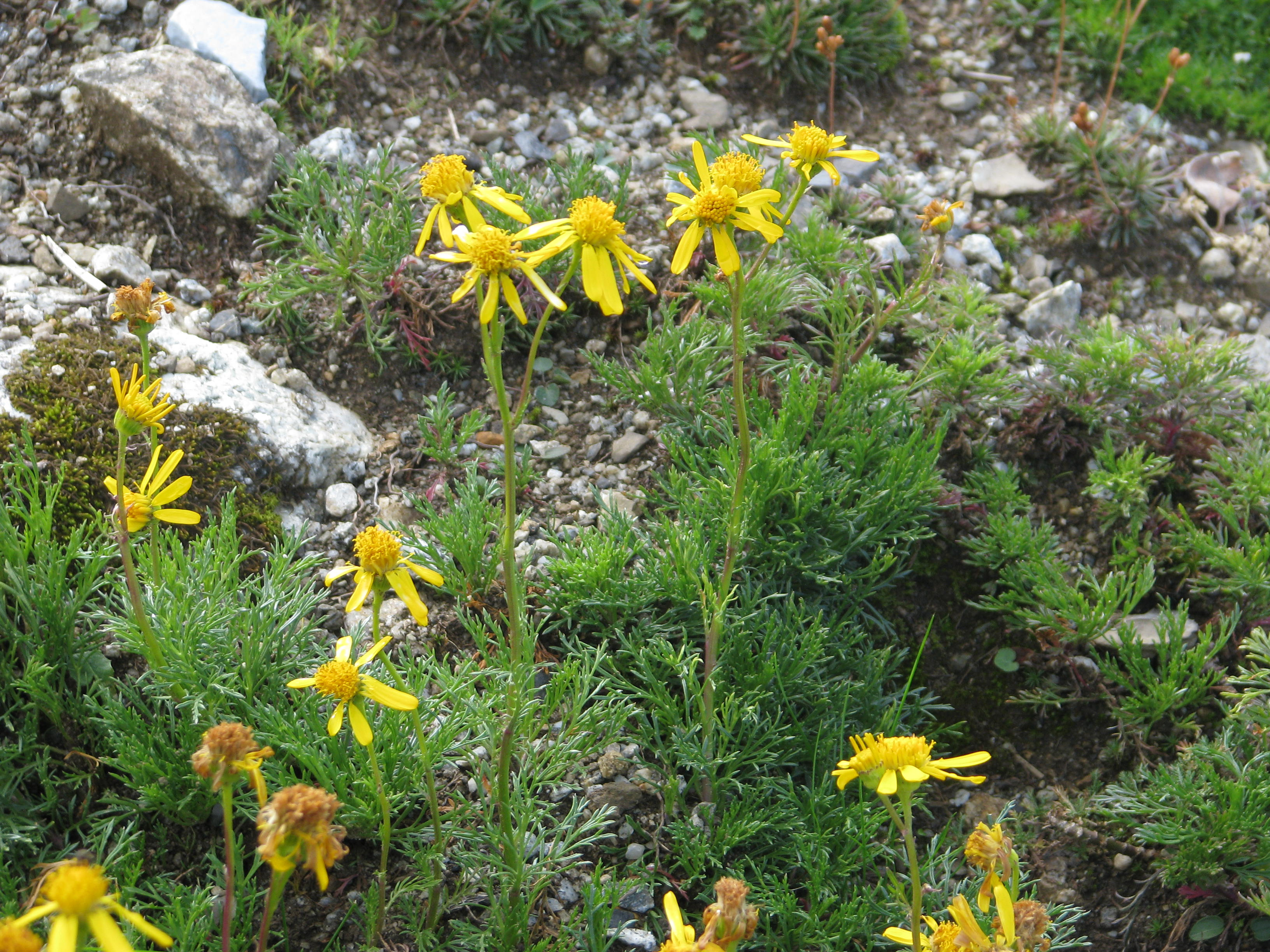
Eberrauten-Greiskraut (Jacobaea abrotanifolia subsp. abrotanifolia) auf der Schynigen Platte in der Schweiz

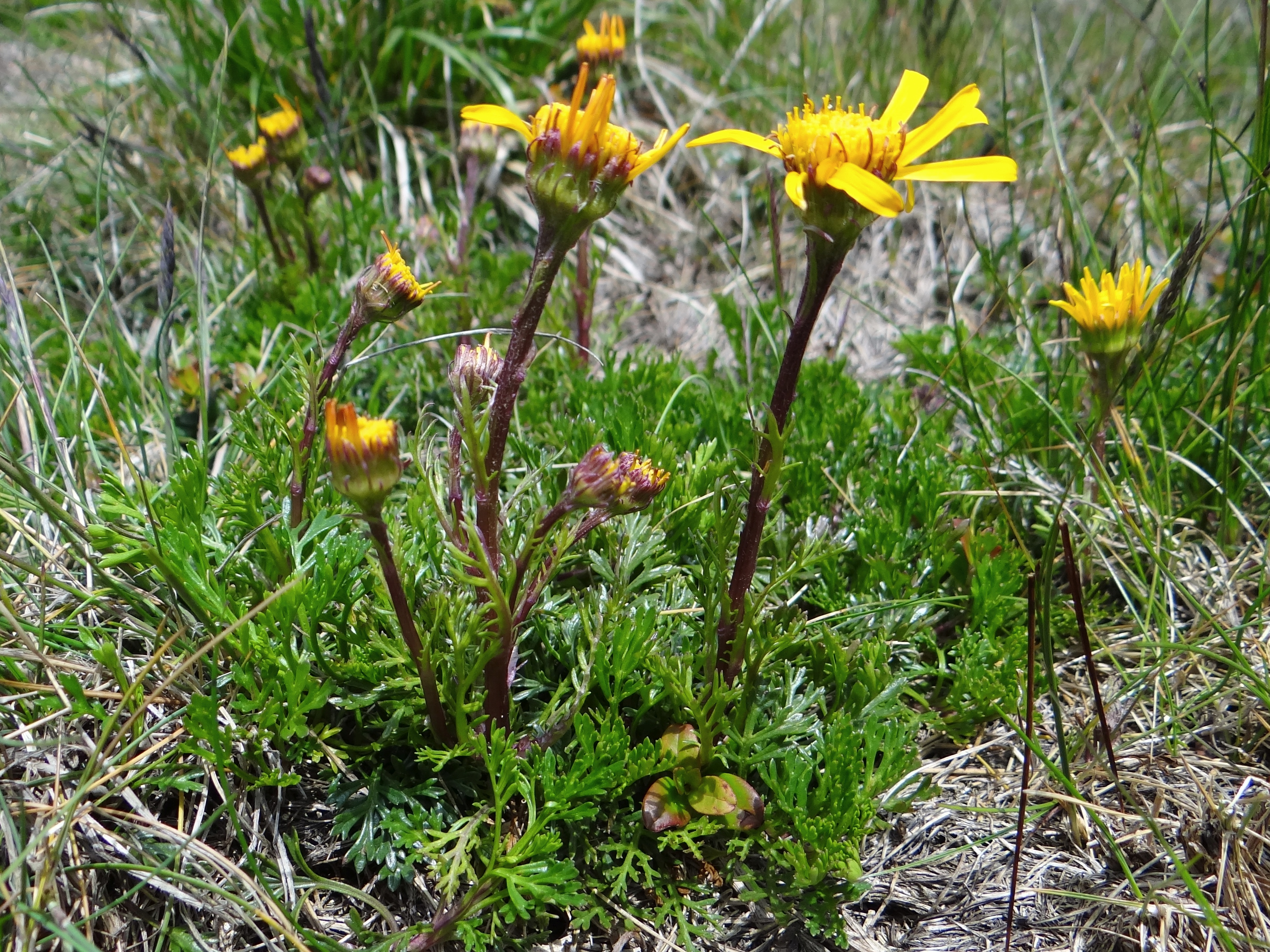
Jacobaea abrotanifolia subsp. carpathica

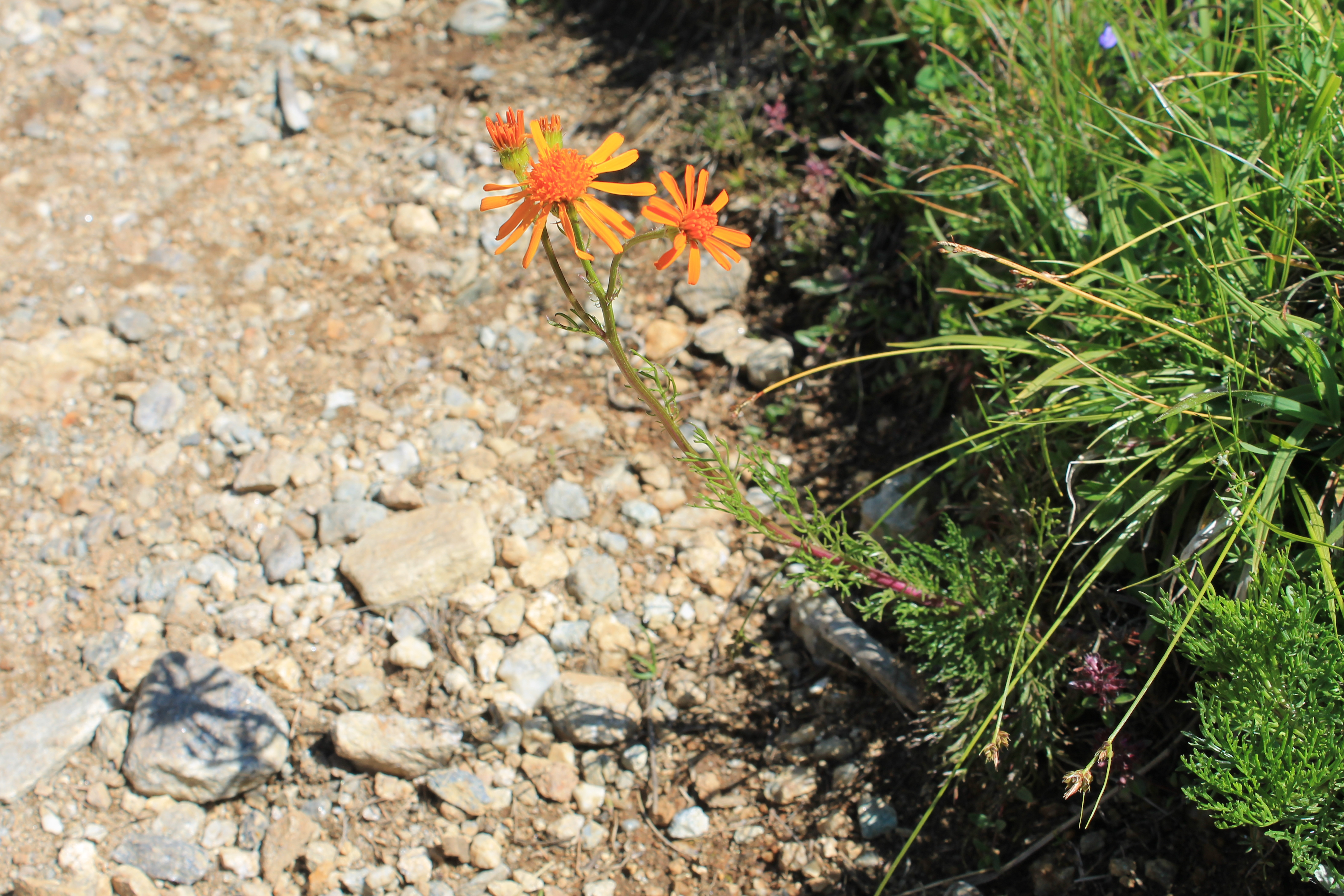
Jacobaea abrotanifolia im Val di Campo im Puschlav

## Systematik und Verbreitung
Die Erstveröffentlichung erfolgte durch Carl von Linné. Die Neukombination zu Jacobaea abrotanifolia (L.) Moench wurde 1794 durch Conrad Moench in Methodus Plantas Horti Botanici et Agri Marburgensis ..., 587 veröffentlicht.
Je nach Autor gibt es etwa drei Unterarten:
- Jacobaea abrotanifolia (L.) Moench subsp. abrotanifolia (Syn.: Jacobaea abrotanifolia var. abrotanifolia): Mit leuchtend orangegelben Zungenblüten. Sie ist kalkliebend. Das Verbreitungsgebiet umfasst die Schweiz, Liechtenstein, Italien, Deutschland, Slowenien, Kroatien, Makedonien und Bosnien-Herzegowina.[4] Sie kommt in Österreich östlich von Tirol vor. Die Chromosomenzahl beträgt 2n = 40.[5]
- Jacobaea abrotanifolia subsp. carpathica (Herbich) B.Nord. & Greuter (Syn.: Senecio carpathicus Herbich): Sie kommt in Polen, in der Slowakei, in Rumänien, in der Ukraine und auf der Balkanhalbinsel vor.[4] Die Chromosomenzahl beträgt 2n = 40.[5]
- Jacobaea abrotanifolia subsp. tiroliensis (Dalla Torre) B.Nord. & Greuter (Syn.: Senecio abrotanifolius subsp. tiroliensis (Dalla Torre) Murr, Senecio tiroliensis Dalla Torre): Westliche Sippe mit orangeroten Zungenblüten. Sie kommt in der Schweiz, in Italien und in Österreich vor.[4] Sie gedeiht gern über Silikat, in Österreich nur in den Bundesländern Tirol und Vorarlberg sowie in Südtirol und Liechtenstein. Sie kommt vor in Pflanzengesellschaften des Unterverbands Rhododendro-Vaccinienion oder des Verbands Juniperion nanae.[1]